# 学校法人福岡成蹊学園
学校法人福岡成蹊学園（がっこうほうじんふくおかせいけいがくえん）は、福岡市東区馬出に本部をおく学校法人。学校法人成蹊学園、学校法人大阪成蹊学園とは無関係の別の法人である。

## 設置校
- 福岡外語専門学校

## 旧設置校
- 福岡国際コミュニケーション専門学校

2018年、「福岡外語専門学校」と「福岡国際コミュニケーション専門学校」が統合され「福岡外語専門学校」に統一。